# Дарданска некропола (Ромаја)
Дарданска некропола је археолошки локалитет који се налази у месту Ромаја, општина Призрен. Налазиште је датовано у период између 900. и 400. године п. н. е.
На налазишту, које се налази на старој траси Дрима, је откривена некропола са 16 тумула. Археолошка истраживања започела су седамдесетих година под окриљем Завода за заштиту споменика Призрен. Утврђена су три хоризонта сахрањивања. У ратничкој хумци откривено је највише материјала. Карактеристични налази су копља, мач, секире, нож и умбо.